# Перепечина, Наталья Анатольевна
Наталья Анатольевна Перепечина (3 февраля 1990, Мичуринск, Тамбовская область) — российская футболистка, полузащитница клуба «Рязань-ВДВ». Выступала за сборную России.

## Биография
В начале карьеры выступала за команду «Чайка» (Усмань) в соревнованиях по футболу и мини-футболу. Также играла за команду «Славия» (Тула).
С начала 2010-х годов выступала за «Дончанку» (Азов), в её составе провела три сезона в высшей лиге России (2012/13, 2013, 2017), сыграв 46 матчей и забив 3 гола. Также со своим клубом провела несколько лет в первом дивизионе России, где стала двукратной победительницей (2015, 2016). В 2011 году — серебряный призёр и лучший игрок первой лиги, в 2014 году — также серебряный призёр. Неоднократно входила в десятку лучших бомбардиров первой лиги (2014 — 17 голов, 2015 — 9 голов). Была капитаном команды.
В сезоне 2018 года выступала за клуб «Кубаночка», а в марте 2019 года перешла в «Рязань-ВДВ».
В национальной сборной России дебютировала 6 ноября 2018 года в товарищеском матче против Сербии, отыграв первый тайм.